# معدنچیان دونتسک
معدنچیان دونتسک (روسی: Донецкие шахтёры) یک فیلم درام محصول کشور اتحاد جماهیر شوروی در سال ۱۹۵۱ به کارگردانی لئونید لوکوف است. این فیلم در مورد زندگی معدنچیان در دونباس است.